# Cal Codina (Bell-lloc d'Urgell)
Cal Codina és una obra de Bell-lloc d'Urgell (Pla d'Urgell) protegida com a Bé Cultural d'Interès Local.

## Descripció
Casal familiar de considerables proporcions que consta de planta baixa, dos pisos i golfes. Dues pedres de la façana deixen constància de les dues intervencions en l'edifici: en la llinda de la porta de la planta baixa amb la data de 1770 per un tal Francisco Codina i en la balconada central del primer pis amb l'any 1826 duta a terme per Felip Codina. L'arrebossat de la façana certament matusser, contrasta amb les pedres que emmarquen les obertures que, sens dubte, recorden l'esplendor d'un altre temps.